# Gare de Brive-la-Gaillarde
La gare de Brive-la-Gaillarde est une gare ferroviaire française située sur le territoire de la commune de Brive-la-Gaillarde, dans le département de la Corrèze, en région Nouvelle-Aquitaine.
Elle est mise en service en 1860 par la Compagnie du chemin de fer de Paris à Orléans (PO).
C'est une gare de la Société nationale des chemins de fer français (SNCF), desservie par les trains des réseaux Intercités, TER Auvergne-Rhône-Alpes, TER Nouvelle-Aquitaine et TER Occitanie.

## Situation ferroviaire
Établie à 142 mètres d'altitude, la gare de bifurcation de Brive-la-Gaillarde est située au point kilométrique (PK) 499,959 de la ligne des Aubrais - Orléans à Montauban-Ville-Bourbon, entre les gares d'Ussac (fermée) et de Noailles (fermée). Les gares ouvertes les plus proches sont Allassac, en direction des Aubrais, et Gignac - Cressensac, en direction de Montauban ; et au PK 147,580 de la ligne de Coutras à Tulle, entre les gares de Larche et de Malemort-Lafont.
Elle est également l'origine, au PK 147,589, de la ligne de Brive-la-Gaillarde à Toulouse-Matabiau via Capdenac, avant la gare de Turenne (s'intercale la halte fermée de Montplaisir), et l'aboutissement, au PK 503,205 de la ligne de Nexon à Brive-la-Gaillarde, après la gare de Varetz.

## Histoire
La « station de Brive » est mise en service le 17 septembre 1860 par la Compagnie du chemin de fer de Paris à Orléans (PO), lorsqu'elle ouvre à l'exploitation la section de Périgueux à Brive. Elle est édifiée en bordure sud de la ville de Brive. Le premier train, avec des autorités, est arrivé dans la gare en construction le 31 août et l'inauguration de la section a lieu le dimanche 30 septembre. Elle donne lieu à une cérémonie et des festivités sur le site de la gare et en ville, sur l'estrade installée au centre de la gare se succèdent les discours des officiels, notamment le préfet et Barthélemy Eyrolles, maire de Brive, avant la bénédiction de l'évêque de Tulle, devant une foule estimée à 20 000 personnes. Cette même année il y a huit cheminots employés sur le site de la gare, qui comporte un modeste bâtiment construit avec une ossature bois et des briques. La compagnie met en service le 10 novembre 1862 la section suivante de Brive à Capdenac.
Brive devient une gare de bifurcation avec l'ouverture de la section de Brive à Tulle, le 28 août 1871, par la Compagnie du PO. Le bâtiment d'origine n'étant plus d'une taille suffisante, la compagnie décide de le démonter pour le transférer à Rocamadour et de construire un nouveau bâtiment plus important en pierres et briques avec une verrière métallique. Elle complète le site avec, vers l'ouest en direction de Périgueux, la construction d'un dépôt aménagé pour douze locomotives. La compagnie complète son réseau avec la mise en service, le 20 décembre 1875, de la section de Brive à Nexon.
Le début des années 1890 marque la fin de l'extension des voies reliées à la gare avec les mises en service, toujours par la Compagnie du PO, de Brive à Souillac, le 1er juin 1891, et de Limoges à Brive via Uzerche le 1er juillet 1893.

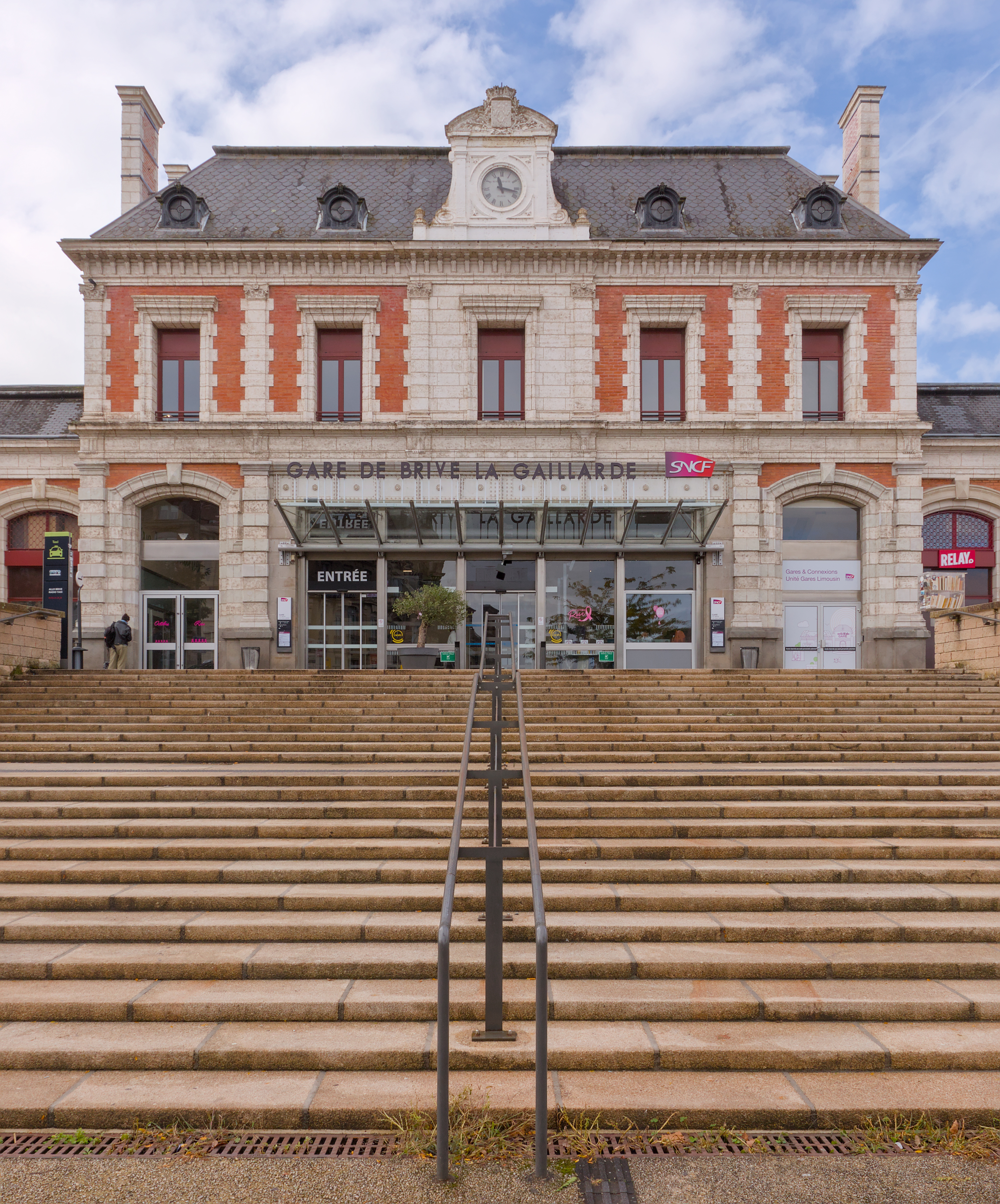
Le bâtiment voyageurs de la fin du 19e siècle, précédé d'un escalier monumental.
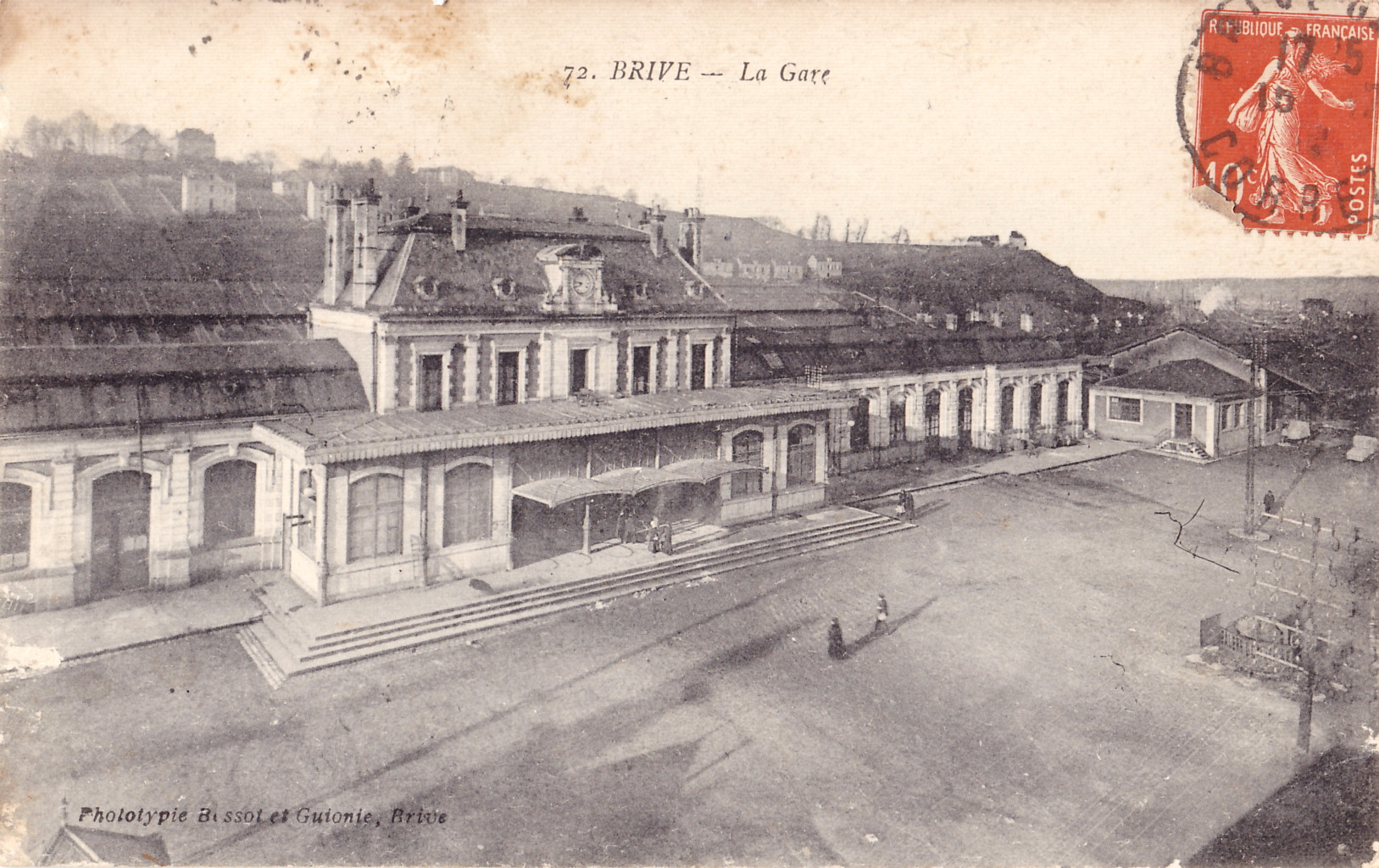
La cour voyageurs vers 1910.
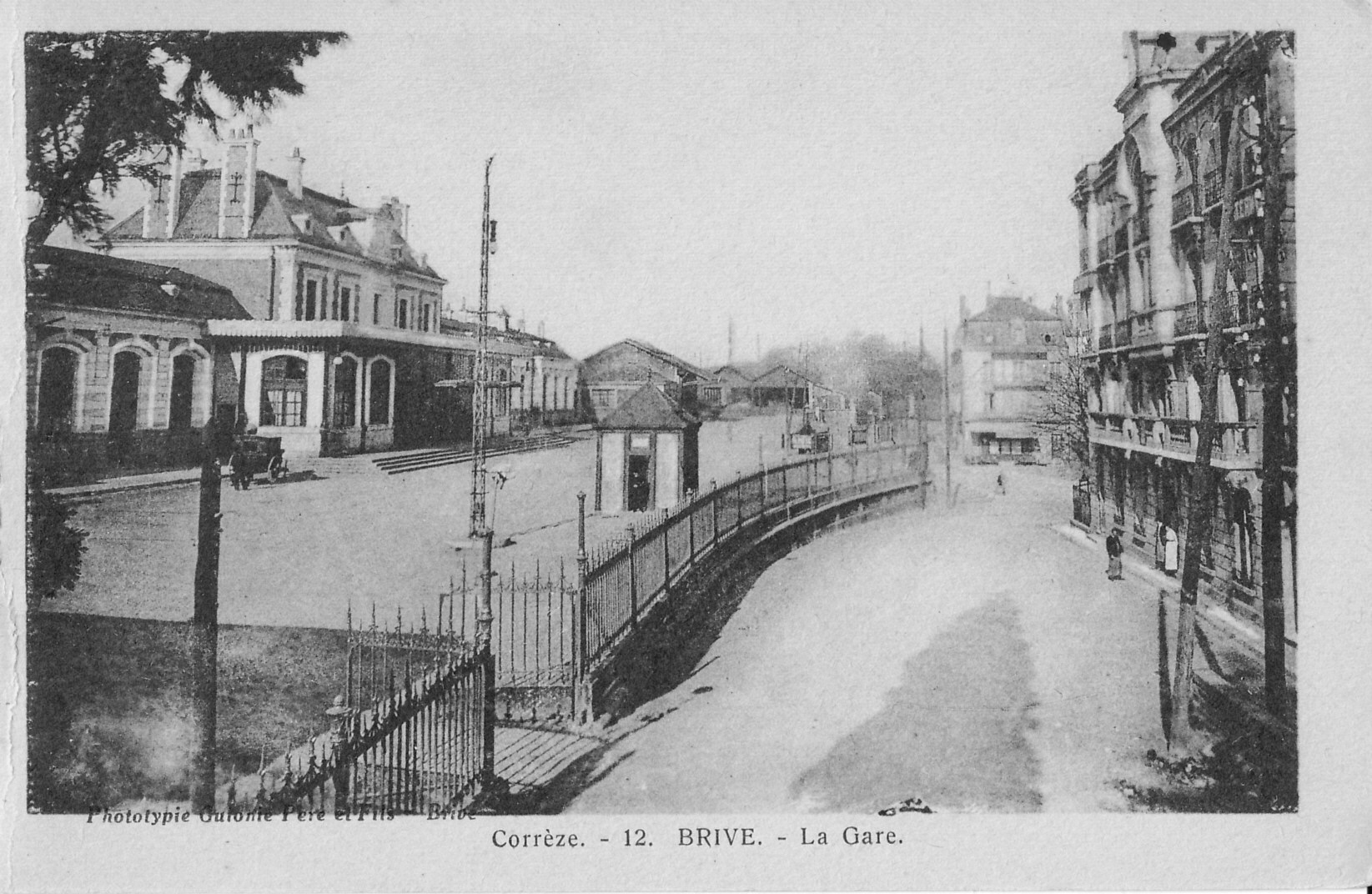
La cour voyageurs vers 1920.

Le 29 janvier 1943, pendant la Seconde Guerre mondiale, le résistant Jacques Renouvin est arrêté, dans la gare, par la Gestapo, en même temps que Mireille Tronchon, qu'il avait épousée dans la clandestinité. En juin 1944 les chars de la division SS Das Reich, partis de Montauban, acheminés pas un convoi ferroviaire, passent par la gare de Brive-la-Gaillarde, et gagnent le front de Normandie. Le 8 août 1944, un train de matériel de guerre comprenant, entre autres, 16 canons Hotchkiss de 25 mm avec une grande quantité d'obus et 2 cuisines roulantes est enlevé en gare de Brive-la-Gaillarde, et vidé, par la résistance en gare d'Ussac.
En 2013, la gare de Brive est l'objet de nombreux travaux de rénovation et de réaménagements afin d'améliorer son rôle de « pôle multimodal ». Le parvis nord est totalement repensé avec la mise en place d'un dépose-minute, d'une gare routière, de voies de taxis, d'un parc à vélos... Le souterrain est prolongé afin qu'il desserve le parvis sud (parvis réaménagé qui devient une seconde entrée/sortie. L'accessibilité est également améliorée avec la mise en place d'ascenseurs sur les accès aux quais, la rénovation de la passerelle avec la mise en place d'ascenseurs aux deux extrémités, le changement des panneaux d'indications dans la gare, la mise en place de nouveaux écrans d'information (1 dans le hall, 1 sur le parvis Nord et 2 au parvis sud), la pose de bandes podotactiles sur les quais et l'installation de rambardes avec indications des voies en relief dans les escaliers.

## Fréquentation
En 2014, selon les estimations de la SNCF, la fréquentation annuelle de la gare était de 878 422 voyageurs et de 1 030 162 voyageurs en 2022.
Depuis 2018 et l’éboulement d’une partie de la voie entre Objat et Saint-Yrieix, les trains ne passent plus la gare d’Objat. Ils sont donc remplacés par des autocars sur ce tronçon. Les voyageurs souhaitent une réparation des voies pour un retour à la normale le plus rapidement possible.
En 2019, selon les estimations de la SNCF, la fréquentation annuelle de la gare était de 810 034 voyageurs, contre 758 883 l'année précédente.
De 2015 à 2021, selon les estimations de la SNCF, la fréquentation annuelle de la gare s'élève aux nombres indiqués dans le tableau ci-dessous :
| Année                      | 2015      | 2016      | 2017      | 2018    | 2019      | 2020    | 2021    | 2022      | 2023      |
| -------------------------- | --------- | --------- | --------- | ------- | --------- | ------- | ------- | --------- | --------- |
| Voyageurs seuls            | 890 457   | 836 580   | 864 600   | 758 883 | 810 034   | 538 164 | 776 960 | 1 030 162 | 1 223 183 |
| Voyageurs et non voyageurs | 1 113 072 | 1 045 725 | 1 080 750 | 948 604 | 1 012 543 | 672 706 | 971 200 | 1 287 703 | 1 528 979 |

## Service des voyageurs

### Accueil

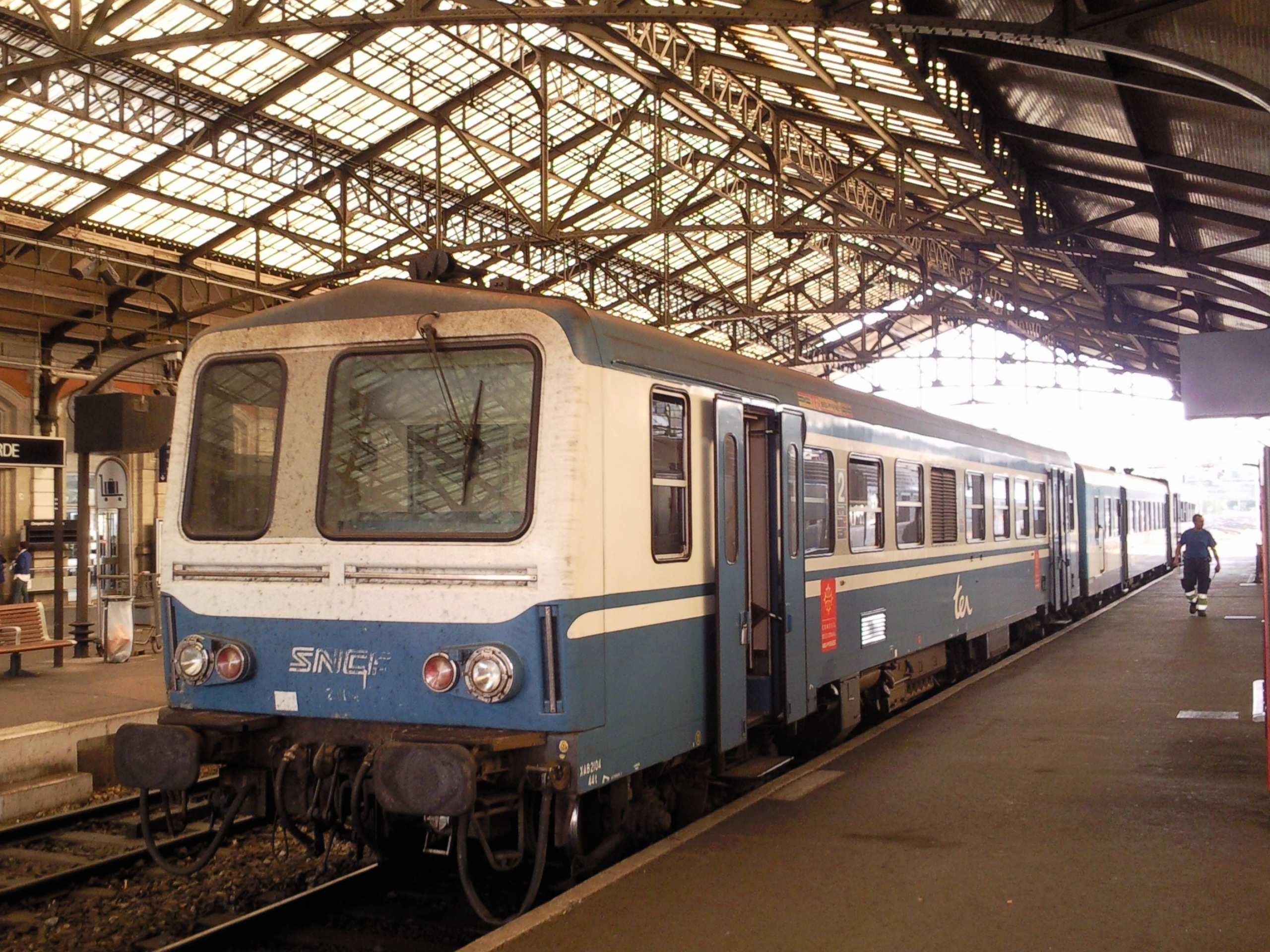
Autorail X 2104, en 2008.

Gare SNCF, elle dispose d'un bâtiment voyageurs, avec guichets ouverts tous les jours. Elle est équipée d'automates pour l'achat de titres de transport. Gare « Accès plus », elle propose des aménagements, des équipements et des services aux personnes à la mobilité réduite.
Un souterrain, avec ascenseurs, permet la traversée des voies et l'accès aux quais.

### Desserte

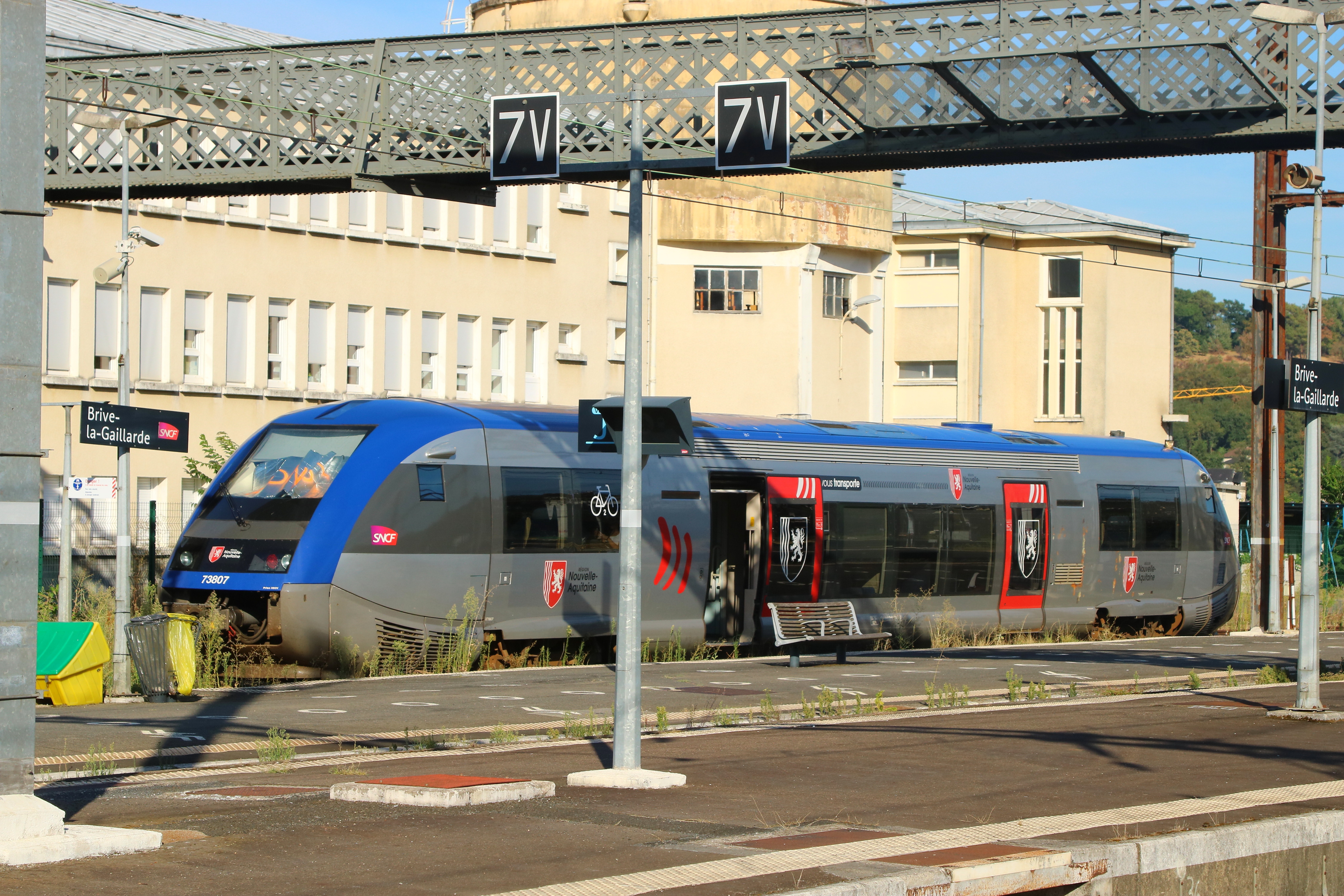
A TER prêt au départ pour Tulle ou Ussel.

La desserte voyageurs de l'étoile ferroviaire briviste est très largement dominée par les services Intercités et TER. Malgré une baisse significative du nombre de trains de grandes lignes depuis le début des années 2000 (avec une disparition de la desserte commerciale nocturne, bien que la gare soit toujours utilisée pour séparer les tranches Paris-Austerlitz – Aurillac / Rodez voire Albi-Ville et Paris-Austerlitz – Toulouse-Matabiau / Latour-de-Carol - Enveitg), la gare de Brive voit passer depuis 2004 des trains Corail rénovés dits Intercités (ex-Téoz). L'implication croissante des régions dans la gestion des transports express régionaux a permis une légère optimisation de la desserte TER dans l'ensemble des gares limousines.
En attendant la LGV Poitiers - Limoges, un TGV reliant Lille-Europe à Brive avait symboliquement été mis en place en 2007 ; il permettait de relier la sous-préfecture de la Corrèze à Lille en 6 h environ. Il a néanmoins été supprimé à la fin du mois de mai 2016.

### Intermodalité
Un parc pour les vélos et un parking pour les véhicules y sont aménagés. La gare est desservie par des bus : du réseau Libéo (lignes 3, 6, D et Navette), du réseau régional au niveau de la Corrèze (lignes 1, 3, 4, 5, 8 et 9) et du réseau Les bus du Lot (ligne24).

Installations
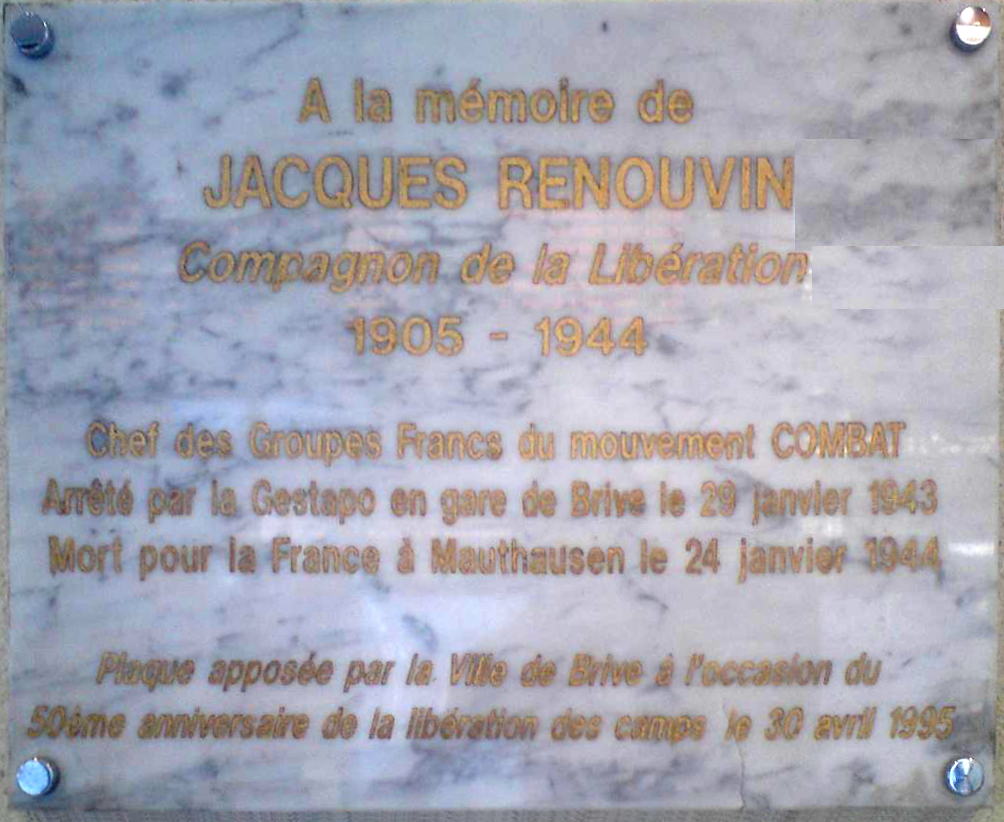
Plaque commémorative.
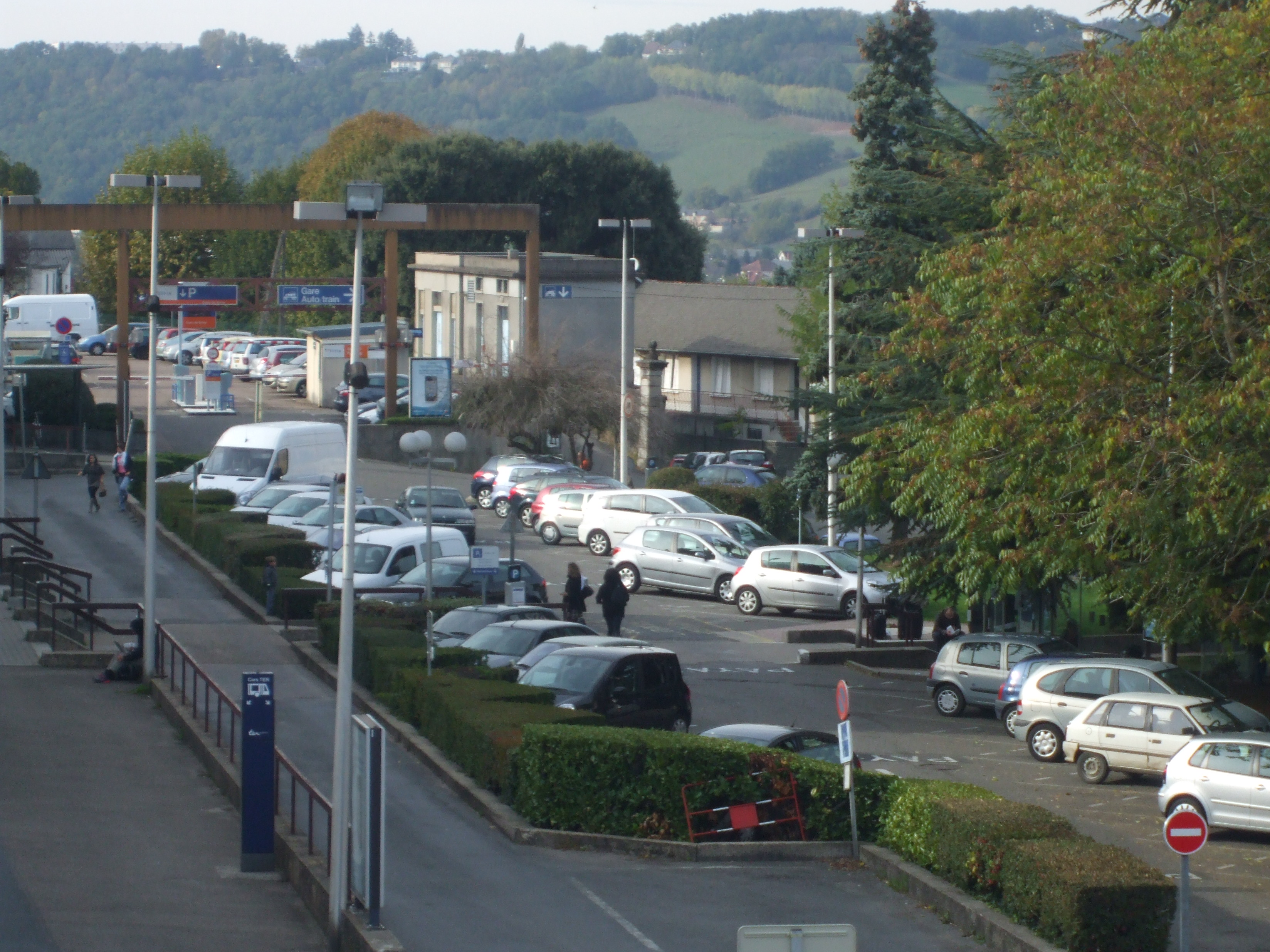
Parking (2010)
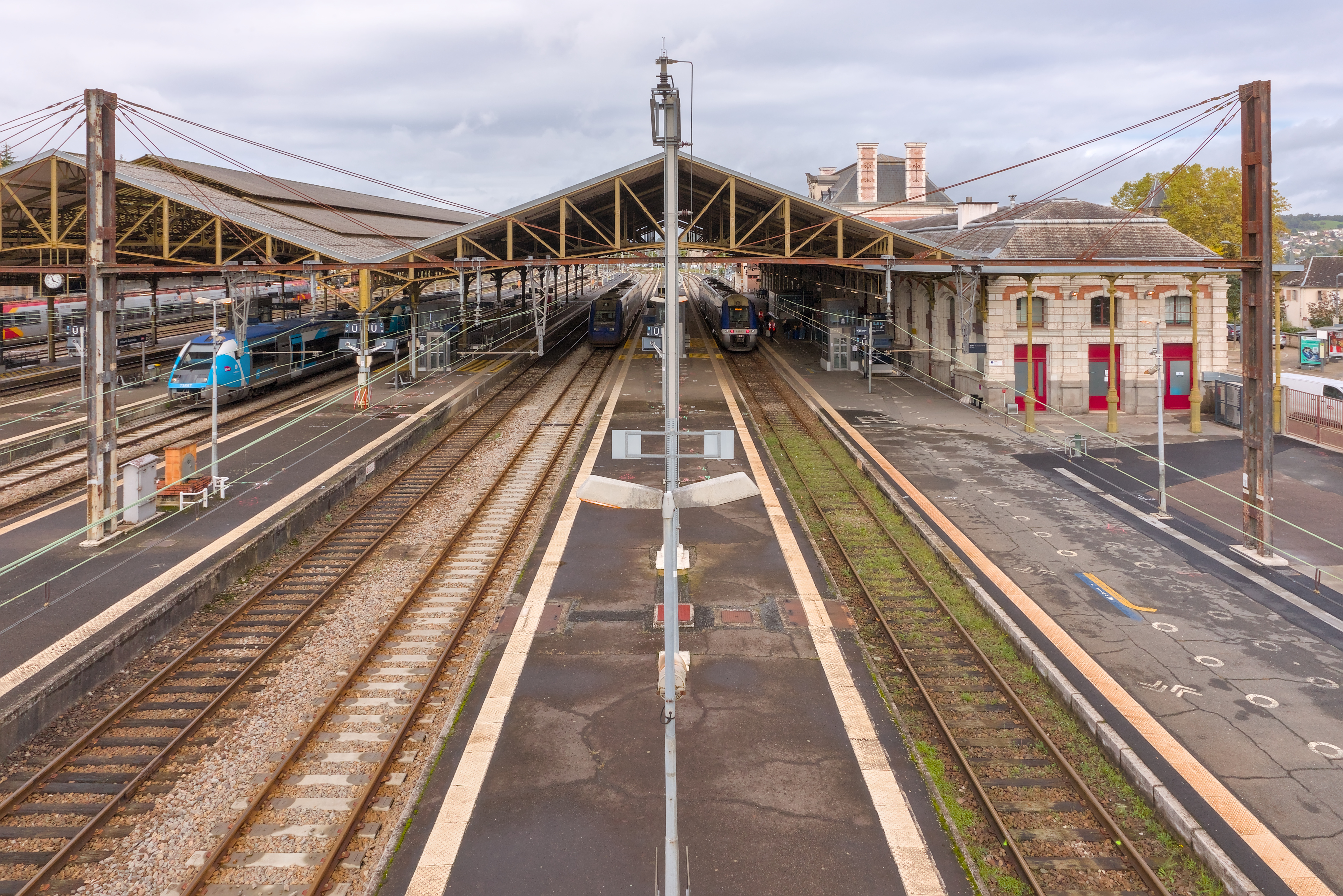
Les quais, le bâtiment voyageurs et la grande halle voyageurs vus depuis la passerelle

## Service des marchandises
Cette gare est ouverte au service du fret.